# Quatrième front ukrainien
Le 4e front ukrainien était un front de l'Armée rouge durant la Seconde Guerre mondiale. Il fut créé le 20 octobre 1943 en remplacement du front du Sud.

## Historique opérationnel

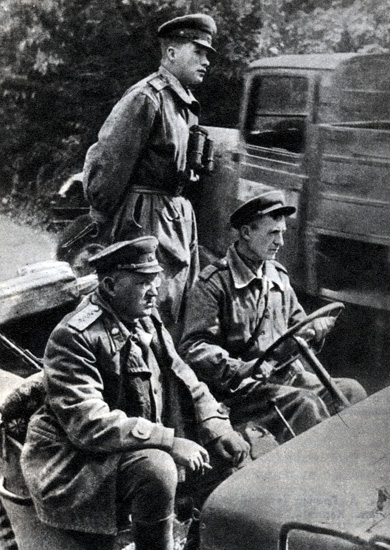
Ivan Petrov, commandant du quatrième front ukrainien, lors des combats dans les Carpates à l’automne 1944.

Le front participe à la bataille du Dniepr, à la seconde bataille de Kiev. Début 1944, le front lance une opération amphibie pour reconquérir la Crimée, qui aboutit à la destruction de la 17e armée allemande.
Le 31 mai 1944, le front est reversé dans les réserves de la stavka. Il est rétabli le 30 juillet 1944.
Il combat ensuite en Tchécoslovaquie et dans le sud de la Pologne : il participe aux durs combats de la passe de Dukla durant l'automne 1944, couvre le flanc sud de l'offensive Vistule-Oder, participe à l'offensive en Moravie puis à l'offensive vers Prague au printemps 1945.
Le 25 août 1945, sur la base de la directive du 9 juillet 1945, le front est dissout pour former le district militaire des Carpates.

## Commandants
- Fiodor Tolboukhine jusqu'en mai 1944.
- Ivan Iefimovitch Petrov de aout 1944 à mars 1945
- Andrei Eremenko de mars 1945 à la fin de la guerre

Léonid Brejnev fut le commissaire commissaire politique de ce front à la fin de la guerre.

## Composition
Première formation :
- 2e armée de la garde (20 octobre 1943 - 20 mai 1944)
- 3e armée de la garde (20 octobre 1943 - 13 février 1944)
- 5e armée de choc (20 octobre 1943 - 29 février 1944)
- 28e armée (20 octobre 1943 - 1er mars 1944)
- 41e armée (20 octobre 1943 - 9 novembre 1944)
- 51e armée (20 octobre 1943 - 20 mai 1944)
- 8e armée aérienne (20 octobre 1943 - 13 mai 1944)
- l'armée côtière (18 avril 1943 - 20 mai 1944)

Seconde formation :
- 1re armée de la garde
- 18e armée
- 8e armée aérienne
- 4e armée aérienne (en remplacement de la 8e armée aérienne)

Le front recevra plus tard :
- 38e armée
- 60e armée